# 萩原明子
萩原 明子（はぎわら さやこ、1982年7月24日- ）は、日本のモデル、女優。旧芸名は萩原明。Orega（青山知可子、モロ師岡らの事務所）所属。
14歳から雑誌などのモデルで活躍し、自主製作映画界では有名だった園子温監督の商業デビュー作02年『自殺サークル』で、一般オーディションで500人の候補から抜擢され、ミツコ役で映画女優デビュー。

## 女優としての主な作品

### 映画
- 自殺サークル - ミツコ 役 （ちなみに、ミツコという役名は監督の園子温の初恋の人のもの[3]）
- HAZARD - シンの恋人 役

### テレビドラマ
- ライオン先生 - 2年3組生徒、落合奈々役[1]

## モデルとしての作品
- サイゾー[1]